# Тень вампира (фильм)
«Тень вампира» (англ. Shadow of the Vampire) — фильм ужасов режиссёра Эдмунда Элиаса Мериджа, вышедший на экраны в 2000 году. Сюжет картины вольно пересказывает историю съёмок фильма «Носферату. Симфония ужаса». В главных ролях снялись такие актёры как: Джон Малкович, Уиллем Дефо, Удо Кир и Кэри Элвис.
Второй полнометражный фильм режиссёра и первый с достаточно большим бюджетом. До этого Меридж прославился, сняв экспериментальный фильм «Порождённый».

## Сюжет
Фильм даёт необычную трактовку процесса съёмок классического фильма ужасов «Носферату. Симфония ужаса». Режиссёр Фридрих Мурнау (Джон Малкович), чтобы добиться правдоподобия, приглашает на роль графа-вампира Орлока некоего Макса Шрека (Уиллем Дефо), вживающегося в роль по методике русской сценической школы. Однако, выясняется, что под его маской скрывается настоящий вампир, желающий заполучить кровь главной звезды Греты Шрёдер.

## В ролях
| Актёр            | Роль                                        |
| ---------------- | ------------------------------------------- |
| Джон Малкович    | кинорежиссёр Фридрих Мурнау                 |
| Уиллем Дефо      | актёр Макс Шрек / Орлок                     |
| Удо Кир          | продюсер и художник-постановщик Альбин Грау |
| Кэри Элвес       | кинооператор Фриц Вагнер                    |
| Кэтрин Маккормак | актриса Грета Шрёдер                        |
| Эдди Иззард      | актёр Густав фон Вангенхайм                 |
| Ронан Вайберт    | кинооператор Вольфганг «Вольф» Мюллер       |
| Аден Гиллет      | сценарист Хенрик Галеен                     |

## Награды и номинации

### Награды
- 2001 — две премии «Сатурн»: лучший актёр второго плана (Уиллем Дефо), специальная награда «за показ событий за кулисами съёмок классического фильма Мурнау»
- 2001 — премия Брэма Стокера за сценарий (Стивен Катц)
- 2001 — премия фестиваля Fantasporto лучшему актёру (Уиллем Дефо)
- 2001 — премия «Независимый дух» за лучшую мужскую роль второго плана (Уиллем Дефо)
- 2001 — две премии Каталонского кинофестиваля в Ситжесе: лучший актёр (Уиллем Дефо) и специальное упоминание

### Номинации
- 2001 — две номинации на премию «Оскар»: лучший актёр второго плана (Уиллем Дефо), лучший грим (Энн Бьюкенен, Эмбер Сибли)
- 2001 — две номинации на премию «Сатурн»: лучшие костюмы (Кэролайн де Вивэз), лучший грим (Энн Бьюкенен, Эмбер Сибли)
- 2001 — номинация на премию фестиваля Fantasporto за лучший фильм (Эдмунд Элиас Меридж)
- 2001 — номинация на премию «Золотой глобус» за лучшую мужскую роль второго плана (Уиллем Дефо)
- 2001 — номинация на премию «Независимый дух» за лучшую операторскую работу (Лу Бог)
- 2001 — номинация на премию Гильдии киноактёров США за лучшую мужскую роль второго плана (Уиллем Дефо)
- 2001 — номинация на приз Каталонского кинофестиваля в Ситжесе за лучший фильм (Эдмунд Элиас Меридж)